# Bad Sneakers
Bad Sneakers è un singolo del gruppo musicale statunitense Steely Dan, pubblicato nel 1975 ed estratto dall'album Katy Lied.

## Tracce
- 7"

1. Bad Sneakers
2. Chain Lightning

## Formazione
- Donald Fagen – voce
- Michael Omartian – piano
- Walter Becker – chitarra
- Hugh McCracken – chitarra
- Chuck Rainey – basso
- Jeff Porcaro – batteria
- Victor Feldman – percussioni, vibrafono
- Michael McDonald – cori